# Большой Жужгес
Большой Жужгес (удм. Ӝужгес) — деревня в Увинском районе Удмуртии на реке Нылга, административный центр Жужгесского сельского поселения. Находится в 31 км к югу от посёлка Ува и в 59 км к западу от Ижевска.